# Hrvatski malonogometni kup 2005./06.
Hrvatski malonogometni kup za sezonu 2005./06. je drugi put zaredom osvojio Brodosplit Inženjering iz Splita.

## Rezultati

### Osmina završnice
| klub1                                | rez. | klub2                        |
| ------------------------------------ | ---- | ---------------------------- |
| Kijevo Jako Sport Knin               | 5:3  | GOŠK Dubrovnik               |
| Novi Marof                           | 6:1  | Croatia Perković             |
| Gospić                               | 9:6  | Mejaši Innecto Split         |
| Renault Auto Krešo Krapina           | 4:11 | Brodosplit Inženjering Split |
| Porto Tolero Ploče                   | 4:3  | Uspinjača Zagreb             |
| Bijela kuća Požega                   | 5:8  | Orkan Profectus Zagreb       |
| Lika Sport TIN (Lički Osik - Gospić) | 5:2  | Petrinjčica (Petrinja)       |
| Adriacnk Split                       | 6:4  | Sokoli Samobor               |

### Četvrtzavršnica
| klub1                                | rez.          | klub2                  |
| ------------------------------------ | ------------- | ---------------------- |
| Brodosplit Inženjering Split         | 3:1           | Kijevo Jako Sport Knin |
| Adriacink Split                      | 0:1           | Novi Marof             |
| Lika Sport TIN (Lički Osik - Gospić) | 9:5           | Porto Tolero Ploče     |
| Orkan Profectus Zagreb               | 3:3 (3:2 pen) | Gospić                 |

### Poluzavršnica
| klub1                                | rez.      | klub2                        |
| ------------------------------------ | --------- | ---------------------------- |
| Novi Marof                           | 1:6, 2:18 | Brodosplit Inženjering Split |
| Lika Sport TIN (Lički Osik - Gospić) | 6:4, 1:8  | Orkan Profectus Zagreb       |

### Završnica
| klub1                        | rez.     | klub2                  |
| ---------------------------- | -------- | ---------------------- |
| Brodosplit Inženjering Split | 6:3, 7:8 | Orkan Profectus Zagreb |

## Poveznice
- 1. HMNL 2005./06.
- 2. HMNL 2005./06.